# ساری فان فینندال
ساری فان فینندال (به هلندی: Sari van Veenendaal) (زادهٔ ۳ آوریل ۱۹۹۰ میلادی) یک بازیکن فوتبال زن اهل کشور هلند است که در پست دروازه‌بان برای تیم فوتبال زنان آرسنال و همچنین تیم ملی فوتبال زنان هلند بازی می‌کند. وی یکی اعضای تیم ملی هلند در مسابقات فوتبال جام ملتهای اروپا ۲۰۱۷ بود که به همراه تیم ملی فوتبال زنان هلند توانست عنوان قهرمانی این رقابتها را برای نخستین بار در تاریخ این تیم بدست بیاورد.

## پیشهٔ باشگاهی

### لیگ هلند
ساری فان فینندال متولد شهر نیووه‌خین در کشور هلند است. وی نخستین بار به‌طور حرفه ای در سال ۲۰۰۷ فوتبال را در باشگاه فوتبال زنان اوترخت و به عنوان بازیکن جایگزین آنژلا کریست آغاز کرد. در سال ۲۰۱۰ ساری فان به باشگاه فوتبال زنان توئنته رفت و به همراه این تیم قهرمانی فصل ۱۱–۲۰۱۰ لیگ برتر فوتبال زنان هلند را بدست آورد. او همچنین موفق به کسب عنوان قهرمانی به‌نه لیگ را در تمامی دوران برگزاری این لیگ بدست آورد.

### آرسنال
فان فینندال در سال ۲۰۱۵ با تیم فوتبال زنان آرسنال قرار داد بست. در نخستین فصل حضور خود در این تیم موفق شد تا به قهرمانی لیگ برتر فوتبال انگلیس در سال ۲۰۱۵ برسد. پس از آن نیز در سال ۲۰۱۵ با غلبه بر تیم چلسی در فینال با نتیجه ۰–۱ موفق شد با تیم آرسنال قهرمان شود.
او همچنین یک قهرمانی دیگر لیگ برتر انگلیس رادر فصل ۱۸–۲۰۱۷ در زمانی که تیم با کلین شیت در بازیهای لیگ و پیروزی مقابل منچستر سیتی بدست آورد.

### اتلتیکو مادرید
در ژوئیهٔ ۲۰۱۹ ساری فان فینندال پس از انقضای قراردادش با آرسنال از این تیم جدا شد و به تیم اتلتیکو مادرید پیوست.

### پی‌اس‌وی
در مهٔ ۲۰۲۰ ساری فان فینندال به عنوان بازیکن آزاد به تیم آیندهوون رفت.

## پیشهٔ ملی
فان فینندال نخستین بازی ملی خود را در تیم ملی بزگسالان هلند در ۷ مارس ۲۰۱۱ انجام داد در جام قبرس انجام داد که با برد ۰–۶ هلند مقابل تیم سوئیس همراه بود.
او در مسابقات فوتبال زنان اروپا ۲۰۱۳ و همچنین جام جهانی فوتبال زنان ۲۰۱۵ به تیم ملی دعوت شد.
وی همچنین در مسابقات فوتبال زنان اروپا ۲۰۱۷ یک از بازیکنان تیم ملی هلند در این رقابتها بود.
که تیم ملی فوتبال زنان هلند قهرمان این مسابقات شد. فان فینندال ۶ بازی برای تیم ملی هلند در مسابقات انجام داد و تنها سه گل دریافت کرد و به قهرمانی هلند کمک کرد. او به عنوان یازده بازیکن برتر این مسابقات شناخته شد.
پس از پایان این مسابقات تمام افراد تیم زنان هلند نخست‌وزیر هلند مارک روته و وزیر وزارت بهداشت، رفاه و ورزش هلند ادیت اسخیپرس به نشان اورنج-ناساو نایل شدند.

## افتخارات

### باشگاهی
اف‌سی اوترخت
- جام کی‌ان‌وی‌بی زنان: ۲۰۰۹–۱۰

باشگاه فوتبال توئنته
- به‌نه لیگ: در فصلهای ۱۳–۲۰۱۲ و ۱۴–۲۰۱۳
- لیگ برتر هلند: فصل ۱۱–۲۰۱۰
- جام کی‌ان‌وی‌بی زنان: ۱۵–۲۰۱۴

آرسنال
- لیگ برتر فوتبال زنان انگلیس: ۱۶–۲۰۱۵
- اف ای پابلیو اس لیگ کاپ: ۱۸–۲۰۱۷

### ملی
هلند
- مسابقات فوتبال زنان اروپا: ۲۰۱۷[۱۷]
- جام آلگاروه: ۲۰۱۸[۱۸]